# Wapen van Barbados

Wapen van Barbados

Het wapen van Barbados werd in 1966 na de onafhankelijkheid van het Verenigd Koninkrijk door koningin Elizabeth II van het Verenigd Koninkrijk verleend.

## Beschrijving
Het nationale symbool dat boven op de helm staat is een vuist die twee stokken suikerriet gekruist vasthoudt. Dit staat voor het belang van de suikerindustrie voor het land, maar ook als teken voor Andreas, aangezien de nationale onafhankelijkheidsdag van Barbados op de feestdag van Andreas valt.
Op het gouden schild staat een paar Pauwenbloemen, ook wel bekend als de trots van Barbados. Ook staat er een Ficus op. Schildhouders van het schild zijn respectievelijk een dolfijn en een pelikaan. Die staan voor de Pelikaaneilanden (een deel van Barbados) en de visserij.
Onderaan het wapen staat het nationale motto "Pride and Industry" ("Trots en Industrie").
Antigua en Barbuda · Aruba · Bahama's · Barbados · Belize · Canada · Costa Rica · Cuba · Curaçao · Dominica · Dominicaanse Republiek · El Salvador · Grenada · Guatemala · Haïti · Honduras · Jamaica · Mexico · Nicaragua · Panama · Saint Kitts en Nevis · Saint Lucia · Saint Vincent en de Grenadines · Sint Maarten · Trinidad en Tobago · Verenigde Staten
Afhankelijke gebieden

Amerikaanse Maagdeneilanden · Anguilla · Bermuda · Britse Maagdeneilanden · Groenland · Guadeloupe · Kaaimaneilanden · Martinique · Montserrat · Navassa · Puerto Rico · Saint-Pierre en Miquelon · Turks- en Caicoseilanden